# لرزه‌گیر

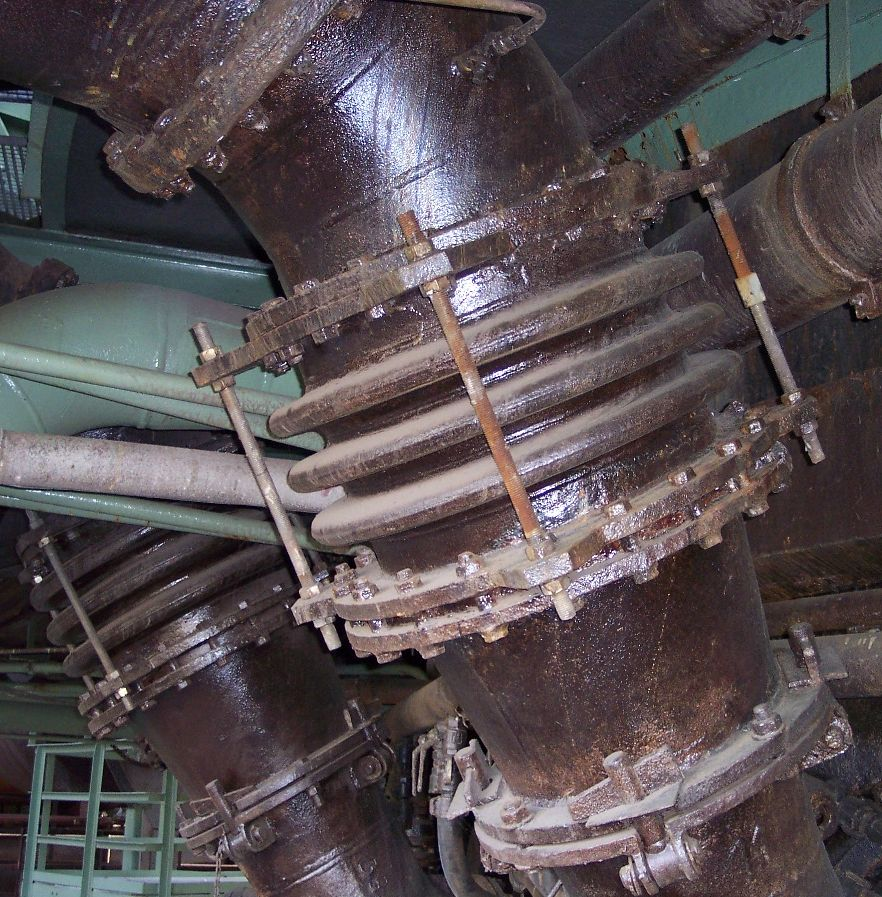
نمونه از یک لرزه گیر که در یک سیستم تاسیساتی به کار رفته است

لرزه گیر یا ضد ارتعاش تجهیزات دینامیکی موجود در خط لوله از جمله پمپ، کمپرسور، فن و توربین و … به علت حرکت داخلی لرزشهایی را به خط لوله اعمال می‌کنند که این لرزشها باعث ایجاد سروصدا و استهلاک زودرس خط لوله و سایر قطعات و مشکلات متعدد دیگری می‌شوند.
استفاده از لرزه گیرهای لاستیکی یکی از روشهای جلوگیری از انتقال لرزشهای به وجود آمده به سایر قسمتهای خط می‌باشد. یکی از کاربردهای بسیار رایج لرزه گیرهای لاستیکی در قسمت Suction و Discharge پمپها می‌باشد که علاوه بر جذب لرزشهای موجود، قابلیت حذف ضربات قوچ و شوکهای به وجود آمده را دارند از کاربردهای دیگر لرزه گیرهای لاستیکی حذف حرکات ناشی از تغییرات ناشی از تغییرات ابعادی خطوط می‌باشد مزیت عمده لرزه گیرهای لاستیکی نسبت به اتصالات آکاردئونی، قابلیت استفاده از آنها در محیطهای بسیار خورنده می‌باشد، هرچند که این اتصالات دما و فشار محدودی را تحمل می‌کنند. گاهی نیز از لرزه گیرهای لاستیکی برای جلوگیری از هدایت الکتریکی استفاده می‌شود. برخی از موارد کاربرد لرزه گیرها در صنایع شیمیایی، داروئی، دریایی، تأسیساتی، فولاد، نفت، گاز و پتروشیمی می‌باشد.
لرزه گیرها معمولاً در سایزها ۱/۲۵ تا ۱۰ اینچ تولید می‌شوند و لرزه گیرهای با سایز بالاتر از ۱۰ اینچ با ساختار فلزی داخلی موجود هستند.